# Willem Bartelings

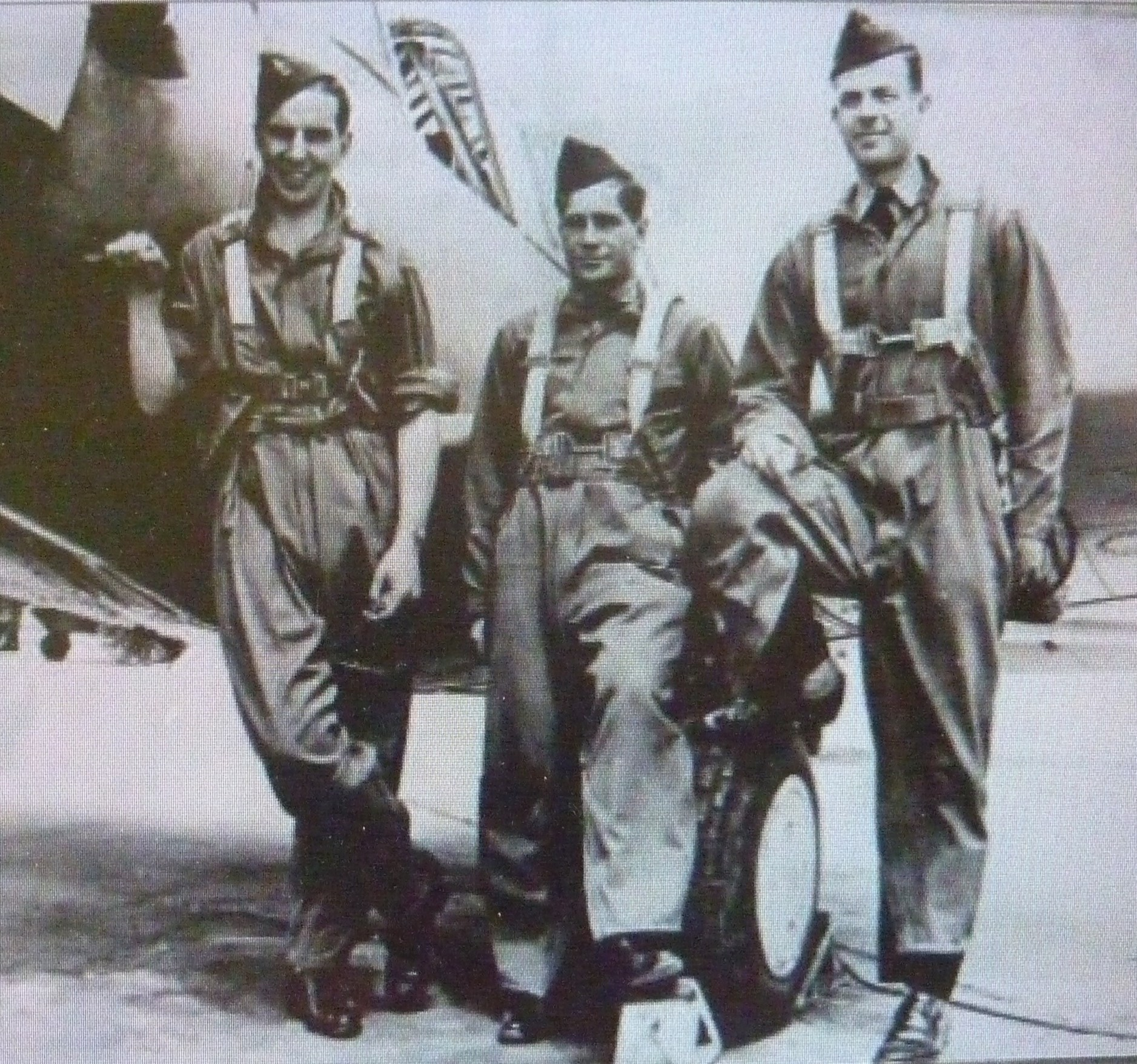
v.l.n.r. Hans Knoop, Willem Bartelings en John Flemer op vliegveld Craig Field ten ZO van Selma, Alabama

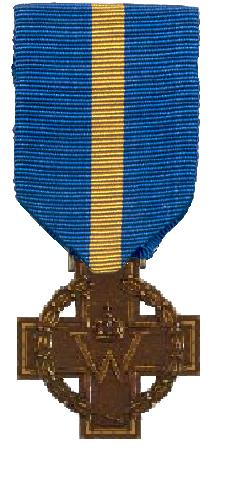
Kruis van Verdienste 1942

Willem Bartelings (Balikpapan, 9 april 1919 - Calgary, 15 juli 2019) was een Nederlands Engelandvaarder, net als zijn broer Charles.

## Oorlogsjaren
Bartelings vertrok in 1941 met Hans Knoop (1919-2012) via Spanje naar Engeland en werd onder meer in Sevilla geholpen door Albert de Voogd. In 1942 werden zij onderscheiden met het Kruis van Verdienste (KV) wegens "voorbereiden en uitvoeren plan tot ontsnapping uit bezet Nederland en na vele moeilijkheden Engeland bereikt"
Nadat Bartelings in Engeland was aangekomen, zou hij met Hans Knoop naar Suriname gestuurd worden, maar met steun van de koningin werd dat gewijzigd en kregen ze een vliegersopleiding aan de Royal Netherlands Military Flying School in de Verenigde Staten. Daarna werden George van Dam en Rudy Albert Blatt bij de RAF ingedeeld en werden Knoop en Bartelings naar Australië gestuurd om bij de net opgerichte 120 Squadron RAAF te Merauke te dienen. Later werden ze overgeplaatst naar Biak en vlogen ze op de Curtiss P-40 Kittyhawk. Deze gemengde Nederlands-Australische eenheid vloog veel missies onder Australisch commando.

## Na de oorlog
Na de oorlog ging 120 Squadron naar Soerabaja en werden Knoop en Bartelings ingedeeld bij 121 Squadron. Daar vlogen ze met de nieuwe P-51 Mustang.
In 1950, na de overdracht van Indonesië, gingen ze terug naar Nederland. Bartelings bleef vliegen en werd squadroncommandant met F-84 straaljachtvliegtuigen. hij werd de eerste commandant van de 3e Groep Geleide Wapens in het Duitse Blomberg 1965.
Later kwam Bartelings op de stafschool terecht en daarna werd hij als exchange officer op een RAF hoofdkwartier geplaatst als squadron leader Plans. Daar schreef hij onder meer het witboek voor de verdediging van Nederlands-Nieuw-Guinea. Hij mocht ook als hoofd van een Belgisch-Nederlandse commissie een nieuw vliegtuig selecteren en dat later als projectofficier invoeren. Bartelings nam ontslag en gaf vervolgens zeven jaar lang les in natuurkunde op het Aloysius College in Den Haag. Ondertussen maakte hij plannen om te emigreren en besloot naar Alberta in Canada te verhuizen. Hij trouwde in Canberra met een vrouw die bij het Canadese Ministerie van Buitenlandse Zaken werkte en ging in Calgary wonen. Daar vierde hij zijn 100ste verjaardag in het bijzijn van  zijn vier kinderen. Hij werd ereburger van Calgary en is daar in 2019 overleden.